# Чайковка (Одесская область)
Чайковка (укр. Чайківка) — село, относится к Любашёвскому району Одесской области Украины.
Население по переписи 2001 года составляло 67 человек. Почтовый индекс — 66561. Телефонный код — 4864. Занимает площадь 0,533 км². Код КОАТУУ — 5123380905.

## Местный совет
66542, Одесская обл., Любашёвский р-н, с. Боково

## Известные уроженцы
- Лебеденко, Никита Федотович (1899—1956) — советский военачальник, Герой Советского Союза, гвардии генерал-лейтенант.